# Andrea Minucci
Andrea Minucci (falecido em 1572) foi um prelado católico romano que serviu como arcebispo de Zadar (1567–1572).
No dia 5 de dezembro de 1567, Minucci foi nomeado Arcebispo de Zadar durante o papado de Pio V. A 15 de fevereiro de 1568, foi consagrado bispo por Giulio Antonio Santorio, arcebispo de Santa Severina, tendo Girolamo Savorgnano, bispo de Šibenik, e Galeazzo Gegald, bispo emérito de Bagnoregio, servindo como co-consagradores. Serviu como Arcebispo de Zadar até à sua morte em 1572.